# Senecio macedonicus
Senecio macedonicus là một loài thực vật có hoa trong họ Cúc. Loài này được Griseb. miêu tả khoa học đầu tiên năm 1846.